# Dombes
La Dombes  è una regione storico-geografica della Francia orientale che si estende a nordest di Lione, tra il Giura e il Beaujolais, ed è oggi ricompresa nel dipartimento dell'Ain.

## Geografia
È un altopiano sabbioso e ciottoloso, ricoperto di argille moreniche trasportate dall'antico ghiacciaio del Rodano; l'altitudine varia dai 250 ai 370 metri. Ricca di stagni, vi è molto praticata la piscicoltura.

## Storia

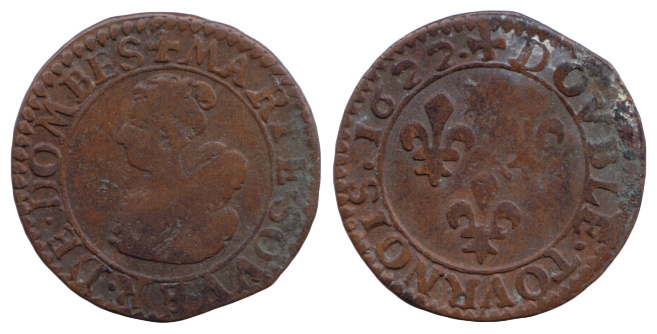
Doppio tornese (Double tournois) 1622, Dombes, Maria di Borbone-Montpensier. Rame.

Popolata anticamente dalla tribù degli Ambarri (menzionati da Giulio Cesare nel De bello Gallico), a partire dal V secolo fece parte del regno dei Burgundi. Nel 1424 la Dombes venne costituita in principato indipendente, con capitale Trévoux, e venne concessa a rami cadetti della casa di Borbone; nel 1762 l'ultimo principe, il duca di Maine, rinuncia alla sovranità stipulando una vendita mai pagata dalla Corona e Dombes fu annessa definitivamente al regno di Francia.
Ultimi principi sovrani furono 
- Luigi Augusto di Borbone, duca del Maine (1681-1736)
- Luigi Augusto di Borbone (1736-1755)
- Luigi Carlo di Borbone (1755-1762).

## Geografia antropica

### Suddivisioni amministrative
Il principato indipendente era suddiviso in varie castellanìe; la capitale Trévoux era dal 1696 sede del locale Parlamento ed il territorio era ripartito in:
- Alto Principato, Chalamont, Le Châtelard e Lent.
- Basso Principato, Ambérieux, Baneins, Beauregard, Lignieu, Montmerle, Saint-Trivier, Thoissey, Trévoux e Villeneuve.